# Плућни волумени и капацитети
Плућни волумени и капацитети су параметри који се користе у спирометрији ради лакшег описивања плућне вентилације. У физиологији дисања ваздух у плућима подељен је на четири волумена и четири капацитета, којима су одређене просечне вредности дисајних функција за младог одраслог мушкарца. Сви плућни волумени и капацитети су у односу на просечне вредности; за око 20 до 25% мањи код жена у односу на мушкарце и већи код особа високог раста и спортиста у односу на особе нижег раста и астеничне конституције. Старењем такође долази до смањења статичких и динамичких плућних волумена и капацитета. Учинак старења знатно се појачава пушењем и изложеношћу штетним агенсима из животне средине.

## Плућни волумени
Волумене плућа чине; дисајни волумен, инспираторни резервни волумен, експираторни резервни волумен и резидуални волумен. Збир вредности плућних волумена плућа чини максимални волумен или запремину на којој се могу проширити плућа неке особе.
1. Дисајни волумен (TV)
TV је волумен ваздуха која се удахне или издахне из плућа при мирном дисању. Он износи око 500 ml у одраслог мушкарца. Од ових 500 мл, само 350 мл долази до алвеола. Остатак од 150 мл се задржава у деловима плућа у којима нема размене гасова, а то је мртви простор.
2. Инспираторни резервни волумен (IRV)
IRV је додатни волумен ваздуха који се максимално може удахнути у плућа изнад нормалног дисајног волумена када особа удахне пуном снагом након инспирације при мирном дисању. Обично износи 3.000 ml (око 3.500 ml код мушкараца и око 2.000 ml код жена).
3. Експираторни резервни волумен (ERV)
ERV је волумен ваздуха који се из плућа може издахнути максималном издисајем (експирацијом) након мирног издисаја. Износи око 1.100 ml код мушкараца и око 700 ml код жена.
4. Резидуални волумен (RV)
RV је волумен ваздуха који остаје у плућима након максималног издисаја (експиријума) Износи у просеку око 1.200 ml. код мушкараца и нешто мање код жена. Мери се посебним методама.
| Волумен                       | Вредност (ml) | Вредност (ml) |
| ----------------------------- | ------------- | ------------- |
| Волумен                       | Мушкарци      | Жене          |
| Дисајни (тидал) волумен       | 500           | 500           |
| Инспираторни резервни волумен | 3.100         | 1.900         |
| Експираторни резервни волумен | 1.200         | 700           |
| Резидуални волумен            | 1.200         | 1.100         |

## Плућни капацитети
Плућни капацитети су збир два или више плућних волумена. Само неки од њих се могу измерити спирометријски.
Витални капацитет (VC)
VC је највећи волумен ваздуха који се може издахнути после максималне инспирације. Састоји се из респираторног, инспираторног резервног и експираторног резервног волумена. Просечна вредност је 4.600 ml.
Инспираторни капацитет (IC)
IC је максимални волумен ваздуха који се може удахнути после издисаја у мировању. Једнак је збиру респираторног и резервног инспираторног волумена. Износи приближно 3.500 ml.
Функционални резидуални капацитет (FRC)
FRC је волумен ваздуха који остаје у плућима након мирног издисаја (експиријума). Једнак је збиру експираторног резервног волумена и резидуалног волумена. Износи приближно 2.300 ml.
Тотални капацитет (TC)
TC је волумен ваздуха који се налази у плућима после максималног инспиријума. Састоји се од сва четири плућна волумена. Износи око 5.800 ml.
| Волумен                           | Просечна вредност (ml) | Просечна вредност (ml) | Вредност            |
| --------------------------------- | ---------------------- | ---------------------- | ------------------- |
| Волумен                           | Мушкарци               | Жене                   | Вредност            |
| Витални капацитет                 | 4.600                  | 3.100                  | IRV + TV + ERV      |
| Инспираторни капацитет            | 3.500                  | 2.400                  | IRV + TV            |
| Функционални резидуални капацитет | 2.300                  | 1.800                  | ERV + RV            |
| Тотални капацитет                 | 5.800                  | 4.200                  | IRV + TV + ERV + RV |

## Скраћенице и симболи који се користе за означавање плућних функција
Спирометрија је само један од многих поступака мерења плућних функција које се свакодневно користе у лекарској пракси. Многе процедуре мерења у великој мери зависе од математички прорачуни. Да би се поједноставио начин израчунавања и приказале вредности појединих плућних функција постоји велики број података, и велики број скраћеница и симболи који су у свакодневној пракси постали стандардизовани.
Користећи ове симболе, можемо приказати неколико једноставних начина за математичко израчунавање плућних волумена и капацитета:
VC = IRV + VT + ERV
VC = IC + ERV
TLC = VC + RV
TLC = IC + FRC
FRC = ERV + RV